# Tecache (Besni)
Tecache (em turco: Tekağaç; em curdo: Kotur) é uma vila no distrito de Besni, na província de Adeiamane, na Turquia. É povoada por curdos da tribo dos rexuanitas e tinha uma população de 289 em 2021. As aldeias de Bexir, Bostanjeque e Iazeialancoz estão anexadas à vila.